# اچ‌ام‌اس اکسپرس (۱۸۹۶)
اچ‌ام‌اس اکسپرس (۱۸۹۶) (به انگلیسی: HMS Express (1896)) یک کشتی بود که طول آن ۲۳۹٫۲۵ فوت (۷۲٫۹ متر) بود. این کشتی در سال ۱۸۹۶ ساخته شد.